# Edward Cotter
Edward Cotter (* 27. Juni 1902 im County Cork; † 11. Dezember 1972) war ein irischer Politiker der Fianna Fáil. Er war von 1954 bis 1969 Teachta Dála (Abgeordneter) im Dáil Éireann, dem Unterhaus des irischen Parlaments.
Cotter versuchte bei der Nachwahl für Timothy J. Murphy im Wahlkreis Cork West 1949 in den Dáil gewählt zu werden, scheiterte aber. Es gelang ihm aber bei den Wahlen 1954 genügend Stimmen für einen Sitz zu erringen und zog damit in den Dáil ein. Er konnte diesen bei den nachfolgenden Wahlen 1957 verteidigen und auch als zu den Wahlen 1961 die Wahlkreise neu zugeschnitten wurden, trat er erfolgreich im Wahlkreis Cork South-West an. Diesen Sitz verteidigte er noch einmal bei den Wahlen 1965. Dann trat er nicht noch einmal zu Wahlen an.